# Ammonicera extracarinacostata
Ammonicera extracarinacostata is een slakkensoort uit de familie van de Omalogyridae. De wetenschappelijke naam van de soort is voor het eerst geldig gepubliceerd in 1985 door Sleurs.